# His Hero Is Gone
His Hero Is Gone — американський краст-панк / нео-краст гурт із Мемфіса, Теннессі.
Гурт був створений у 1995 році з учасників гуртів Copout, Man With Gun Lives Here, Union of Uranus, FaceDown.
Гурт His Hero Is Gone кілька разів гастролював в США, а також у Європі та Японії.
Гурт розпався в 1999 році, зігравши свій останній концерт у Мемфісі.

## Історія
Загалом гурт Hero Is Gone випустив шість платівок.
Учасники гурту грали в гуртах Deathreat, Severed Head of State, Call the Police, Dimlaia, Warcry, Union of Uranus тощо.
Тодд Бердетт (Todd Burdette), Пол Бердетт (Paul Burdette) і Яннік Лоррейн (Yannick Lorrain) створили хардкор-панк гурт Tragedy.
Гурт Hero Is Gone характеризувався сильно спотвореним «товстим звучанням» гітар і текстами пісень із соціальними гаслами, зокрема антиспоживацькими. Гурт, та пов’язані з ним проекти, залишилися поза увагою масової аудиторії, оскільки не рекламували себе за допомогою засобів масової комунікації, таких як вебсайти чи великі музичні лейбли.

## Склад гурту
- Тодд Бердетт (Todd Burdette) — гітара, вокал (учасник гуртів Tragedy, Deathreat, Severed Head of State, Warcry, Copout, Call The Police)
- Карл Оге (Carl Auge) — бас, вокал (учасник гуртів Syndromes, Man With Gun Lives Here, Sob Story, Dimlaia, I Love a Parade, Drain the Sky)
- Пол Бердетт (Paul Burdette) — ударні (учасник гуртів Tragedy, Deathreat, Criminal Damage,  FaceDown, Call The Police
- Яннік Лоррейн (Yannick Lorrain) — гітара (учасник гуртів Tragedy, Union of Uranus)
- Пет Девіс (Pat Davis) — гітара, вокал (учасник гуртів Hellthrasher, Sob Story)

## Дискографія

### Студійні альбоми
- Fifteen Counts of Arson LP (1996, Prank)
- Monuments to Thieves LP (1997, Prank)
- The Plot Sickens LP  (1998, The Great American Steak Religion)

### Мініальбоми
- Medicine of Thieves demo tape (1995, Partners on Crime)
- The Dead of Night in Eight Movements 7" (1996, Prank)
- Split E.P. 12" with Union of Uranus (1998, The Great American Steak Religion)
- Fools Gold 7"  (1998, The Great American Steak Religion) (Released in Europe through Coalition Records)

### Збірні виступи
- Complacency 7" (1997, Tuttle) — "Skinfeast"
- Cry of Soul 7" (1998, Crow) — "Disinformation Age"
- Fiesta Comes Alive LP (1998, Slap-A-Ham) — "T-Minus Zero"